# Веймарн, Верена фон
Верена Мерета фон Веймарн (нем. Verena Merethe von Weymarn), родилась 16 июля 1943 года в Риге. Немецкий врач и военнослужащий. Стала первой в немецкой истории женщиной-генералом.

## Биография
Верена фон Стрицки — дочь историка Карла-Кристофа фон Стрицки, родилась в оккупированной немецкими войсками Риге. Карл-Кристоф был убит во время боевых действий на территории СССР ещё до рождения своей дочери. После войны Верена с матерью уехала в Федеративную Республику Германия. С 1964 по 1971 год она обучалась медицине в Гёттингенском университете и в Мюнхенском университете Людвига-Максимилиана и получила докторскую степень в октябре 1976 года, защитив диссертацию о значении ремней безопасности. Верена была замужем за уроженцем Эстонии архитектором Александром фон Веймарном (скончался в 1998 году); в семье родилось две дочери.
В сентябре 1976 года Верена фон Веймарн вступила в ряды военно-воздушных сил Германии в должности врача. С 1976 по апрель 1980 года она работала врачом в полку питания № 1 в Эрдинге. Уже в 1978 году она приняла присягу и стала служить военным хирургом. С 1980 по 1983 год стала заведующей санитарной части эскадрильи ВВС. В апреле 1983 года полгода проходила стажировку в Соединенных Штатах Америки. В октябре 1985 года Верена стала главным врачом 1-й воздушной дивизии в Баден-Вюртемберге. В 1986 году она получила звание полковника. В апреле 1989 года Верена фон Веймарн стала главным врачом военного госпиталя в Гиссене. В 1993 году она проходила полугодичное обучение в колледже НАТО в Риме.
23 марта 1994 года Верена фон Веймарн была назначена тогдашним министром обороны Фолькером Рюэ главным хирургом ВВС. Таким образом, Верена стала первой женщиной-генералом в немецкой истории. В октябре 1995 года она стала заместителем начальника штаба медицинской службы Бундесвера, под её руководством находилось около 270 сотрудников. Позже, она стала главным врачом Центральной больницы вооружённых сил Германии в Кобленце.
1 августа 2004 года Верена фон Веймарн вышла на пенсию.